# Тоніно-Анівський півострів
Тоні́но-Ані́вський піво́стрів — півострів на півдні острова Сахаліну, виступаючий в Охотське море. Тягнется по східному побережжю острова від протоки Лаперуза на півдні (крайня точка мис Аніва 46°01′12″ пн. ш. 143°24′51″ сх. д. / 46.02000° пн. ш. 143.41417° сх. д.) до затоки Мордвинова на півночі (крайня точка мис Тоніно, або Свободний (46°50′43.26″ пн. ш. 143°25′52.39″ сх. д. / 46.8453500° пн. ш. 143.4312194° сх. д.). З Сахаліном з'єднаний Мурав'євським перешийком. Територія Корсаковського міського округу Сахалінської області Російської Федерації. Довжина — 92,5 км, ширина 3—19 км. Названий учасниками Амуро-Сахалінської експедиції 1860—1861 років за назвою крайніх мисів.
Вздовж центральної частини проходить Тоніно-Анівський хребет (висоти 400—600 м, найвища точка гора Крузенштерна — 670 м). Схили хребта круто спускаються до моря. Берегова лінія майже суцільно скеляста та обривиста. Ялиново-ялицева тайга охотського типу (сильно зведена), луки.